# Handväska

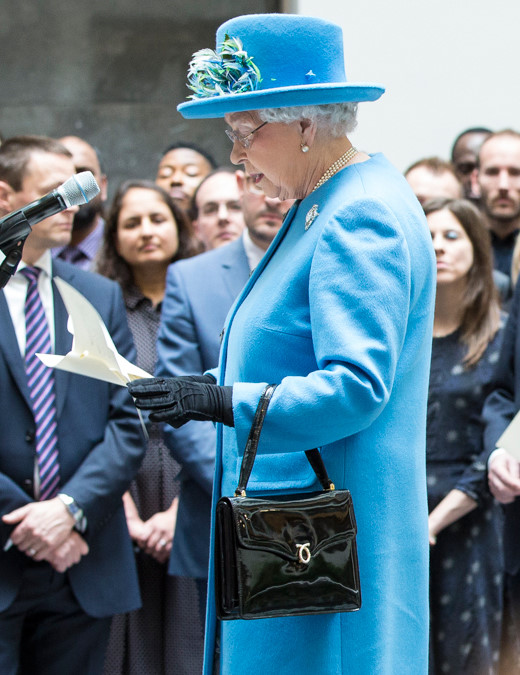
Brittiska drottningen Elizabeth II, med handväska.

En handväska är en mindre typ av väska, lagom i storlek för att kunna bäras i handen, även om de i perioder också kan ha axelband, avsedd för nödvändiga föremål såsom börs, plånbok, näsdukar, smink, mobiltelefon, nycklar och liknande. Handväskor används huvudsakligen av kvinnor, även om liknande väskor för herrar har förekommit under senare delen av 1900-talet, mest som så kallade handledsväskor.

## Historik och utformning

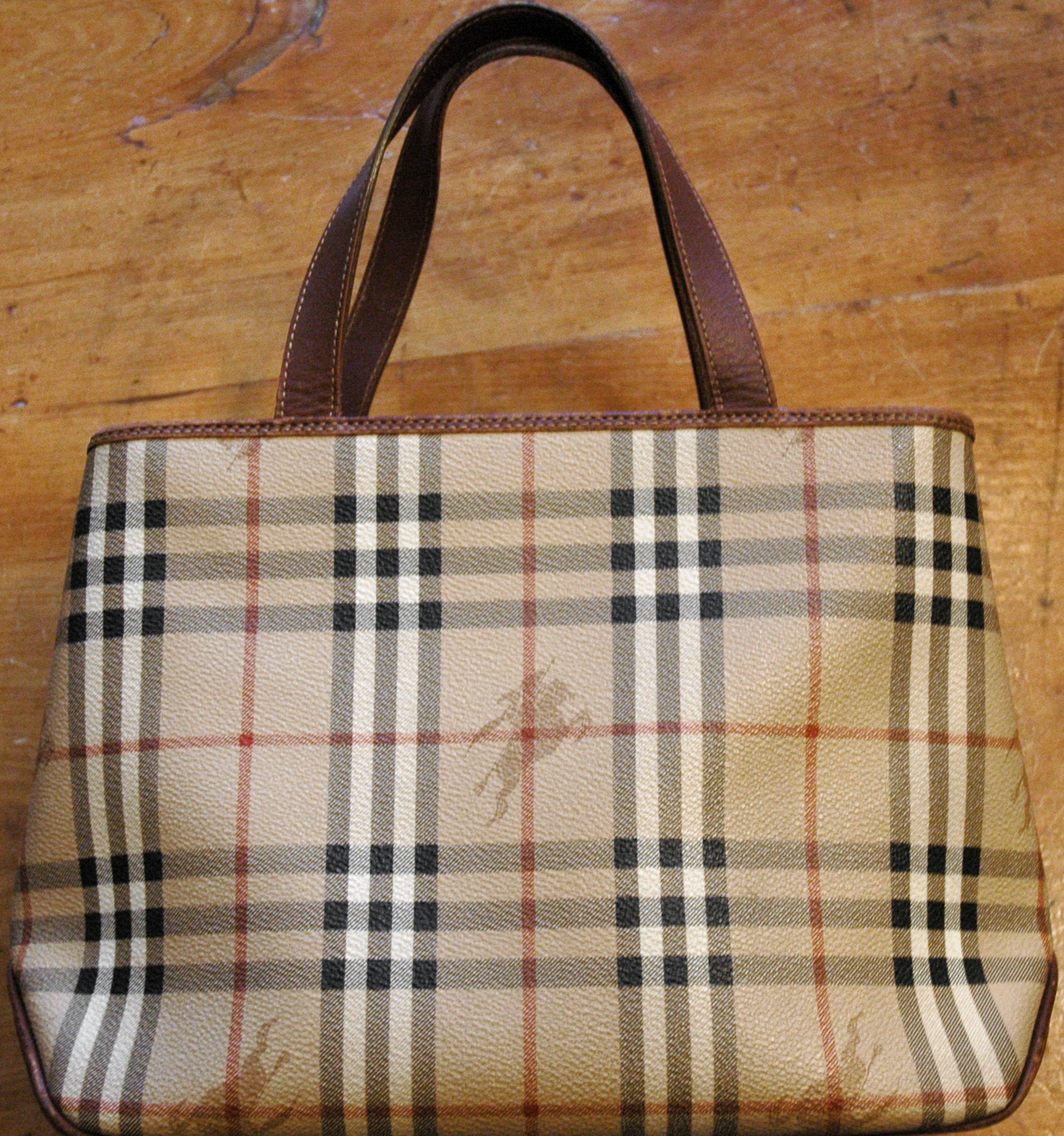
Burberry-handväska.

Att kvinnor har ett större behov av handväskor beror i stor utsträckning på klädmodet. I damkläder har det traditionellt funnits färre fickor och om de används riskeras plaggens helhetsintryck. Av estetiska skäl används sällan bröstfickor i damkläder.
Handväskor kan tillverkas av skinn, plast eller textila material. De kan innehålla många olika fack av vilka något eller några brukar vara försedda med blixtlås för större säkerhet. De bärs i ett eller flera handtag eller remmar. Längre remmar möjliggör att väskan bärs som axelväska vilket ger större rörelsefrihet åt bäraren. 
Vetskapen om handväskans potentiellt värdefulla innehåll har lett till att brottet väskryckning utövas, företrädesvis mot äldre kvinnor.
Dyra märkeshandväskor har blivit en statussymbol bland många kvinnor. Bland exklusiva tillverkare kan nämnas Dior, Prada, Gucci, Burberry och Louis Vuitton.

## Handväskor som även används av män
Under perioder, och i olika subkulturer, har olika handväskor varit populära hos män. Ett exempel är handledsväskan. En annan väska som kan beskrivas som handväska är mag- och midjeväskor, som i vissa sammanhang kallas becknarväska Idag är olika former av tygväskor, så kallade tote, vanliga. En handväska som används av män, men som sällan kallas handväska är portföljen. Det finns även små axelremsväskor som designats för män, även om dessa inte marknadsförs som handväskor.

## Galleri

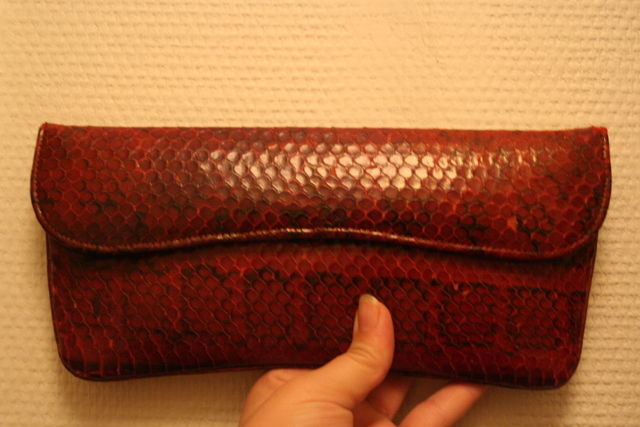
Antik handväska av ormskinn, utan band.
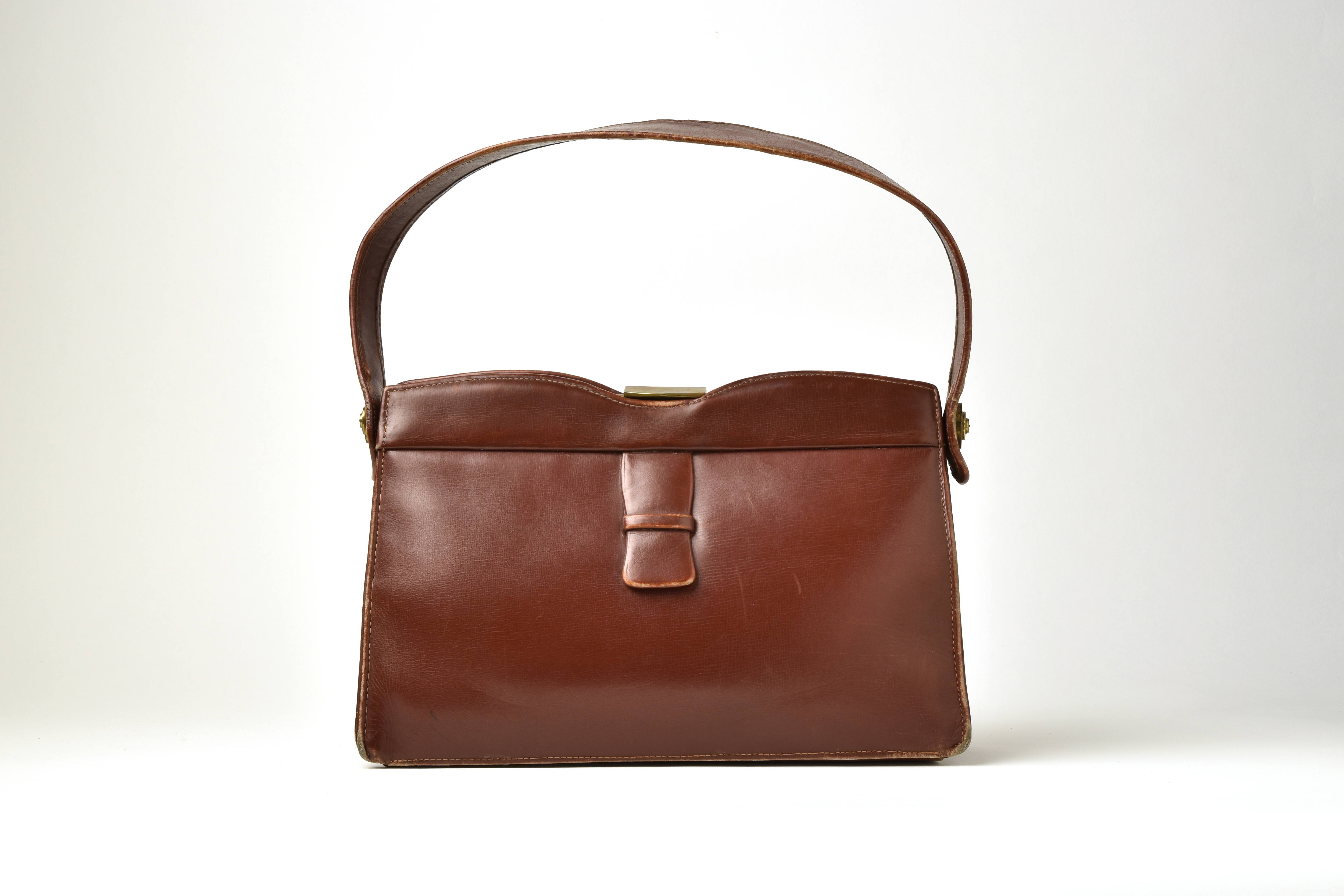
Handväska i brunt läder.
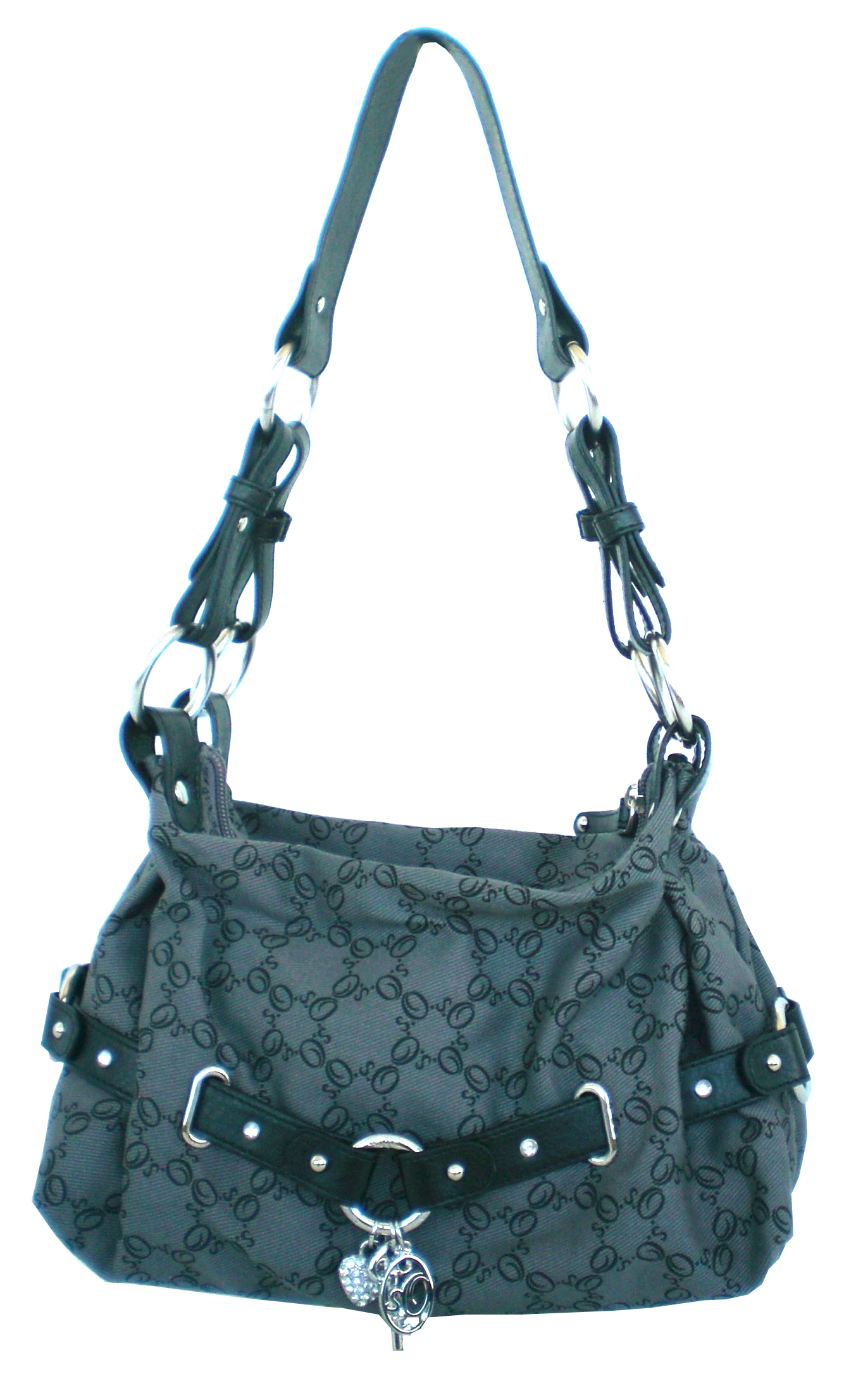
Handväska med blixtlås och axelband.
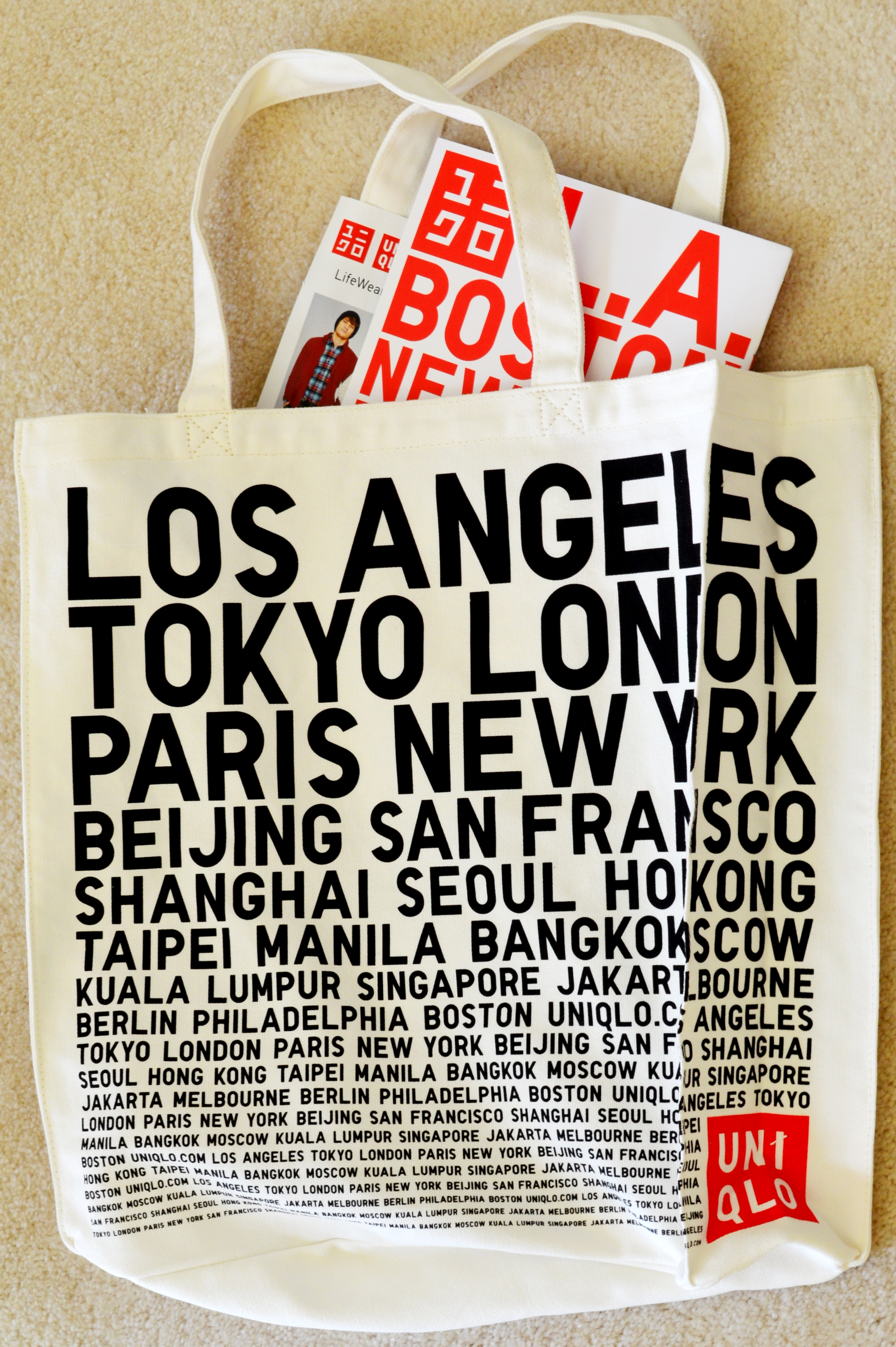
Tygväska, som ibland kallas tote.
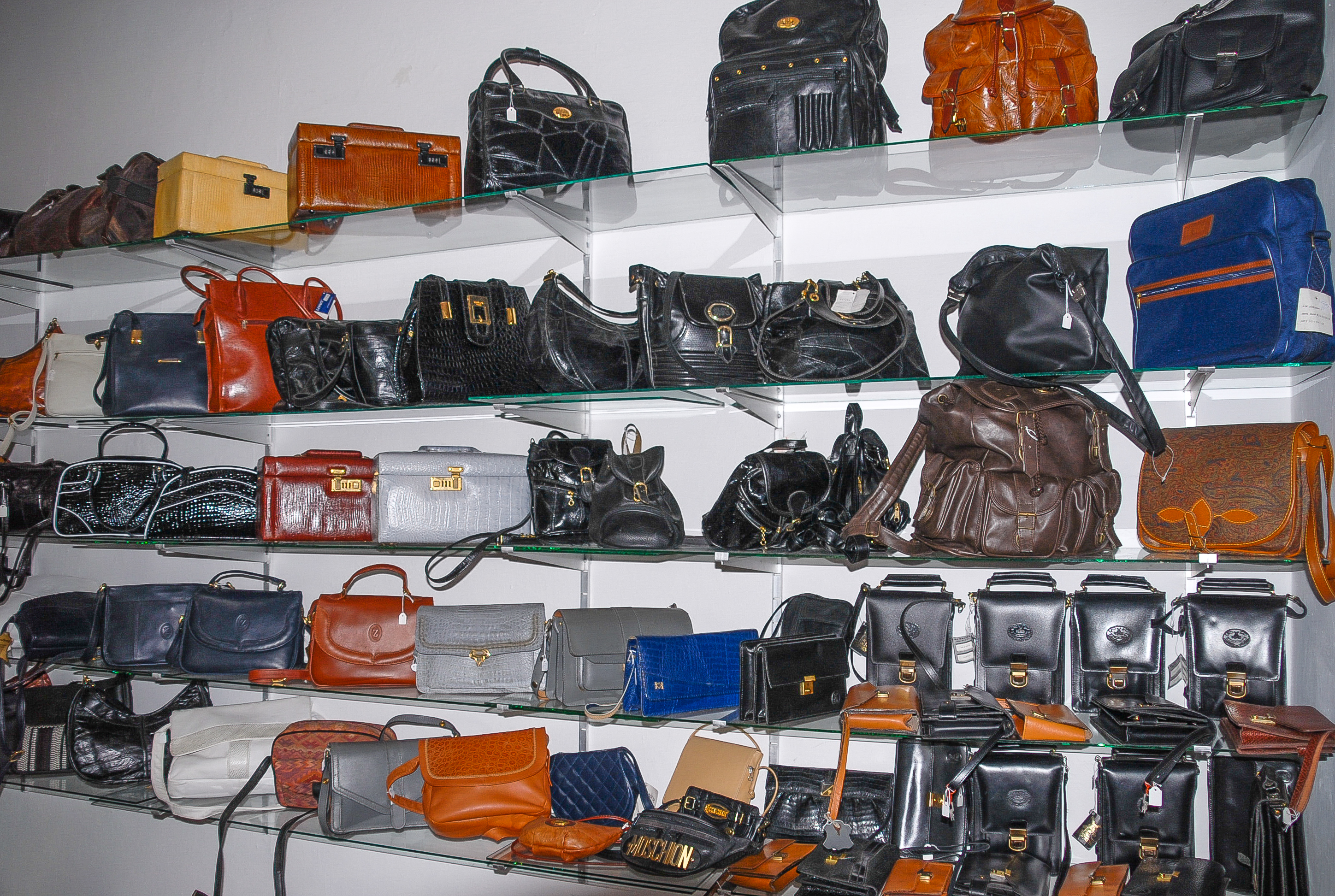
Handväskor i en spansk butik på Gran Canaria 2008.
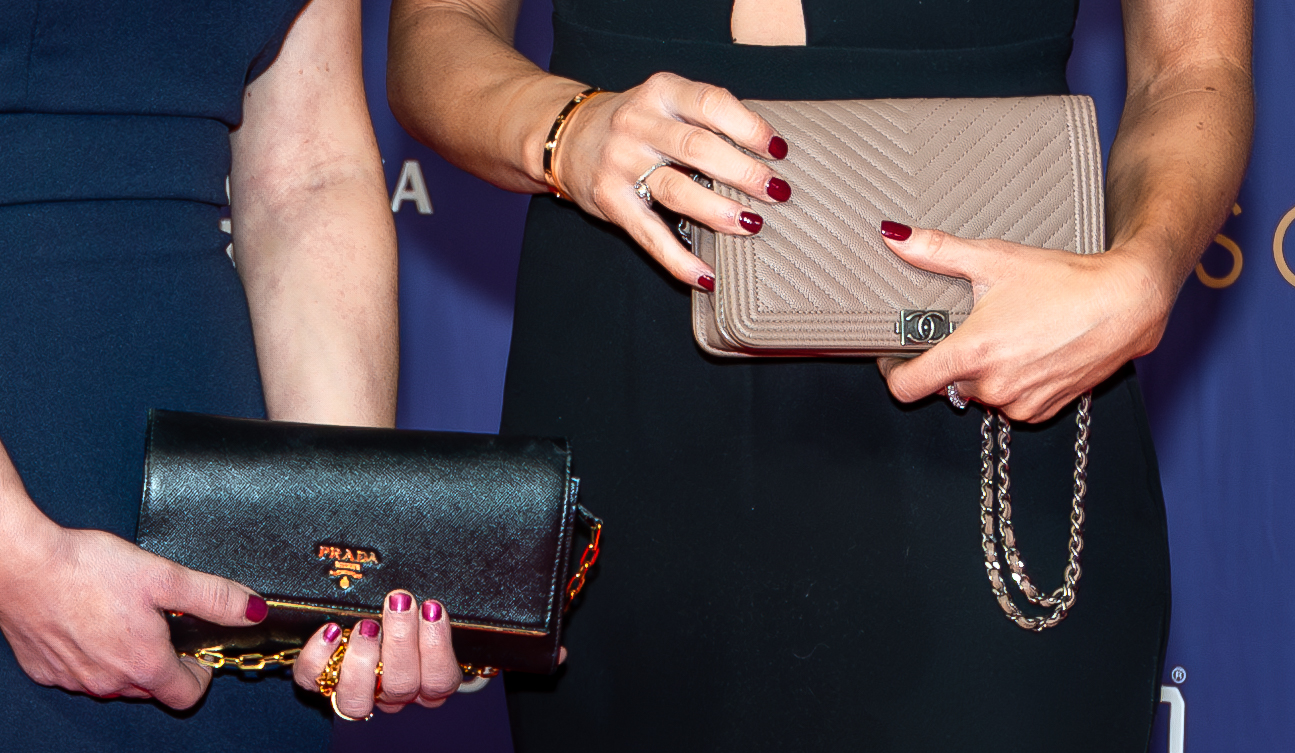
Exklusiva handväskor från Prada och Chanel.
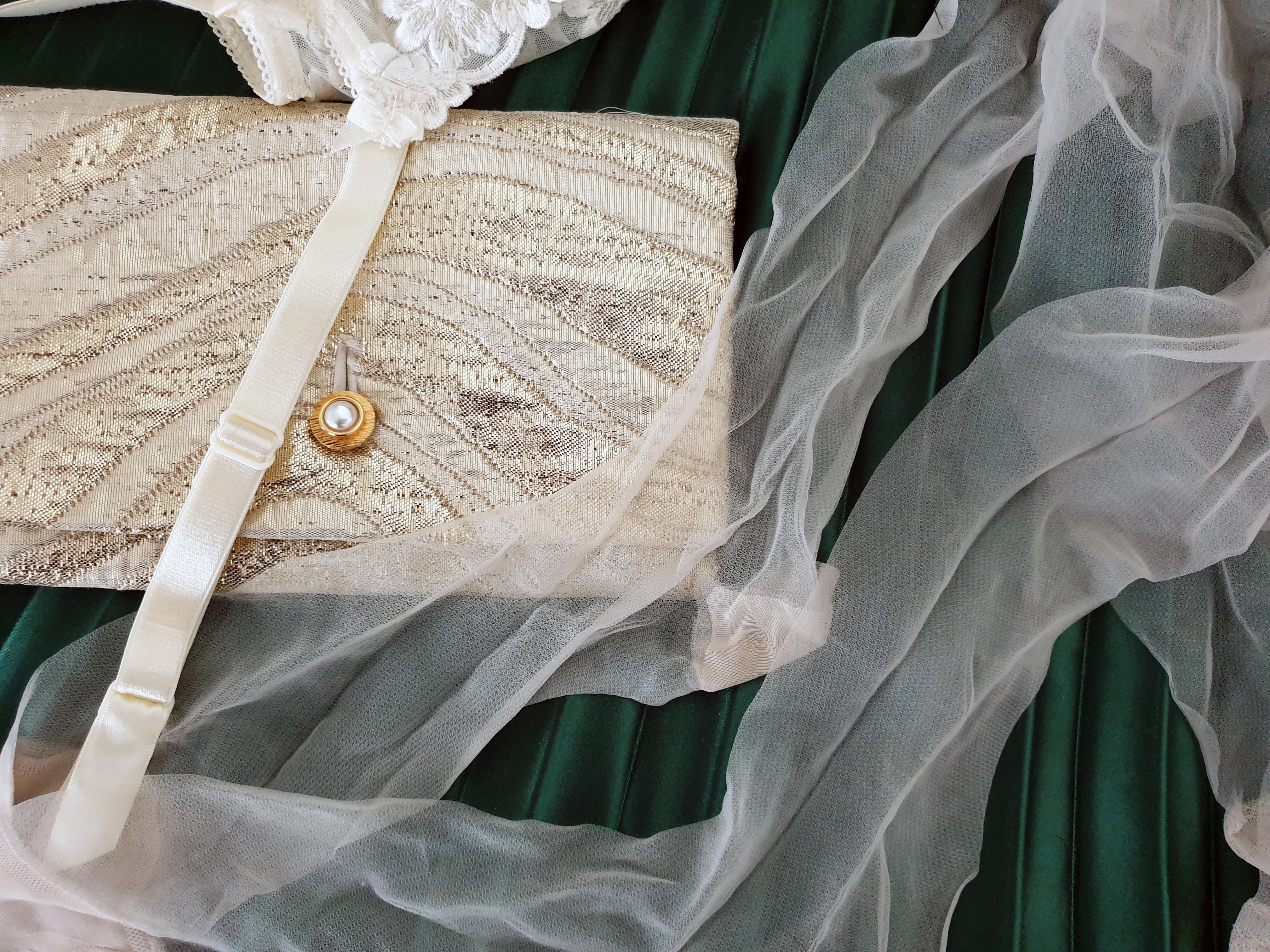
En så kallad aftonhandväska.